# Tekkali
Tekkali (teluga: టెక్కలి) är en ort i Indien.   Den ligger i distriktet Srīkākulam och delstaten Andhra Pradesh, i den sydöstra delen av landet, 1 300 km sydost om huvudstaden New Delhi. Tekkali ligger 39 meter över havet och antalet invånare är 24 682.
Terrängen runt Tekkali är platt åt sydost, men åt nordväst är den kuperad. Runt Tekkali är det tätbefolkat, med 276 invånare per kvadratkilometer. Tekkali är det största samhället i trakten. Trakten runt Tekkali består till största delen av jordbruksmark.